# Белое (озеро, Кызылжарский район)
Белое (каз. Белое) — озеро в Кызылжарском районе Северо-Казахстанской области Казахстана. Находится в 2 км к западу от села Сумное.
По данным топографической съёмки 1940-х годов, площадь поверхности озера составляет 2,12 км². Наибольшая длина озера — 1,8 км, наибольшая ширина — 1,5 км. Длина береговой линии составляет 5,2 км, развитие береговой линии — 1,01. Озеро расположено на высоте 120 м над уровнем моря.
По данным обследования 1957 года, площадь поверхности озера составляет 3,7 км². Максимальная глубина — 2,83 м, объём водной массы — 7,3 млн м³, общая площадь водосбора — 70 км².
Озеро входит в перечень рыбохозяйственных водоёмов местного значения.